# 니제르 축구 국가대표팀
니제르 축구 국가대표팀(프랑스어: Équipe du Niger de football)은 니제르를 대표하는 축구 국가대표팀으로 니제르 축구 연맹에서 관리한다. 1961년 12월 25일 차드와의 친선 경기에서 A매치 데뷔전을 치렀으며 현재 스타드 세니 쿤체를 홈 구장으로 사용하고 있다.

## 국제 대회 경력

### 아프리카 네이션스컵
2012년 대회에서 첫 아프리카 네이션스컵 본선에 출전하여 이 대회에서는 3전 전패로 조별리그에서 탈락했고 이듬해인 2013년 대회 본선에서도 1무 2패의 초라한 성적으로 조별리그 탈락의 쓴 맛을 봤다.

### 아프리카 네이션스 챔피언십
자국 리그에서 활동하는 선수들만 참가할 수 있는 아프리카 네이션스 챔피언십 본선에는 4번 출전하여 이 중 처음으로 출전한 2011년 대회에서 8강에 오르며 사상 첫 국제 대회 토너먼트에 진출하는 성과를 거두었고 11년 후인 2022년 대회에서는 CAF 주관 대회 역사상 첫 4강 진출의 쾌거를 만들어냈다.

## FIFA 월드컵 (본선)
| 년도   | 결과      | 순위      | 경기      | 승        | 무*       | 패        | 득점      | 실점      | 승점      |
| ------ | --------- | --------- | --------- | --------- | --------- | --------- | --------- | --------- | --------- |
| 1930년 | 독립 이전 | 독립 이전 | 독립 이전 | 독립 이전 | 독립 이전 | 독립 이전 | 독립 이전 | 독립 이전 | 독립 이전 |
| 1934년 | 독립 이전 | 독립 이전 | 독립 이전 | 독립 이전 | 독립 이전 | 독립 이전 | 독립 이전 | 독립 이전 | 독립 이전 |
| 1938년 | 독립 이전 | 독립 이전 | 독립 이전 | 독립 이전 | 독립 이전 | 독립 이전 | 독립 이전 | 독립 이전 | 독립 이전 |
| 1950년 | 독립 이전 | 독립 이전 | 독립 이전 | 독립 이전 | 독립 이전 | 독립 이전 | 독립 이전 | 독립 이전 | 독립 이전 |
| 1954년 | 독립 이전 | 독립 이전 | 독립 이전 | 독립 이전 | 독립 이전 | 독립 이전 | 독립 이전 | 독립 이전 | 독립 이전 |
| 1958년 | 독립 이전 | 독립 이전 | 독립 이전 | 독립 이전 | 독립 이전 | 독립 이전 | 독립 이전 | 독립 이전 | 독립 이전 |
| 1962년 | 없음      | 없음      | 없음      | 없음      | 없음      | 없음      | 없음      | 없음      | 없음      |
| 1966년 | 비회원국  | 비회원국  | 비회원국  | 비회원국  | 비회원국  | 비회원국  | 비회원국  | 비회원국  | 비회원국  |
| 1970년 | 불참      | 불참      | 불참      | 불참      | 불참      | 불참      | 불참      | 불참      | 불참      |
| 1974년 | 불참      | 불참      | 불참      | 불참      | 불참      | 불참      | 불참      | 불참      | 불참      |
| 1978년 | 예선 탈락 | 예선 탈락 | 예선 탈락 | 예선 탈락 | 예선 탈락 | 예선 탈락 | 예선 탈락 | 예선 탈락 | 예선 탈락 |
| 1982년 | 예선 탈락 | 예선 탈락 | 예선 탈락 | 예선 탈락 | 예선 탈락 | 예선 탈락 | 예선 탈락 | 예선 탈락 | 예선 탈락 |
| 1986년 | 기권      | 기권      | 기권      | 기권      | 기권      | 기권      | 기권      | 기권      | 기권      |
| 1990년 | 불참      | 불참      | 불참      | 불참      | 불참      | 불참      | 불참      | 불참      | 불참      |
| 1994년 | 예선 탈락 | 예선 탈락 | 예선 탈락 | 예선 탈락 | 예선 탈락 | 예선 탈락 | 예선 탈락 | 예선 탈락 | 예선 탈락 |
| 1998년 | 불참      | 불참      | 불참      | 불참      | 불참      | 불참      | 불참      | 불참      | 불참      |
| 2002년 | 불참      | 불참      | 불참      | 불참      | 불참      | 불참      | 불참      | 불참      | 불참      |
| 2006년 | 예선 탈락 | 예선 탈락 | 예선 탈락 | 예선 탈락 | 예선 탈락 | 예선 탈락 | 예선 탈락 | 예선 탈락 | 예선 탈락 |
| 2010년 | 예선 탈락 | 예선 탈락 | 예선 탈락 | 예선 탈락 | 예선 탈락 | 예선 탈락 | 예선 탈락 | 예선 탈락 | 예선 탈락 |
| 2014년 | 예선 탈락 | 예선 탈락 | 예선 탈락 | 예선 탈락 | 예선 탈락 | 예선 탈락 | 예선 탈락 | 예선 탈락 | 예선 탈락 |
| 2018년 | 예선 탈락 | 예선 탈락 | 예선 탈락 | 예선 탈락 | 예선 탈락 | 예선 탈락 | 예선 탈락 | 예선 탈락 | 예선 탈락 |
| 합계   |           |           |           |           |           |           |           |           |           |

### FIFA 월드컵 (예선)
| 1930년 | 독립 이전                                     | 독립 이전                                     | 독립 이전                                     | 독립 이전                                     | 독립 이전                                     | 독립 이전                                     | 독립 이전                                     |                                               |                                               |
| 1934년 | 독립 이전                                     | 독립 이전                                     | 독립 이전                                     | 독립 이전                                     | 독립 이전                                     | 독립 이전                                     | 독립 이전                                     |                                               |                                               |
| 1938년 | 독립 이전                                     | 독립 이전                                     | 독립 이전                                     | 독립 이전                                     | 독립 이전                                     | 독립 이전                                     | 독립 이전                                     |                                               |                                               |
| 1950년 | 독립 이전                                     | 독립 이전                                     | 독립 이전                                     | 독립 이전                                     | 독립 이전                                     | 독립 이전                                     | 독립 이전                                     |                                               |                                               |
| 1954년 | 독립 이전                                     | 독립 이전                                     | 독립 이전                                     | 독립 이전                                     | 독립 이전                                     | 독립 이전                                     | 독립 이전                                     |                                               |                                               |
| 1958년 | 독립 이전                                     | 독립 이전                                     | 독립 이전                                     | 독립 이전                                     | 독립 이전                                     | 독립 이전                                     | 독립 이전                                     |                                               |                                               |
| 1962년 | 없음                                          | 없음                                          | 없음                                          | 없음                                          | 없음                                          | 없음                                          | 없음                                          |                                               |                                               |
| 1966년 | 비회원국                                      | 비회원국                                      | 비회원국                                      | 비회원국                                      | 비회원국                                      | 비회원국                                      | 비회원국                                      |                                               |                                               |
| 1970년 | 불참                                          | 불참                                          | 불참                                          | 불참                                          | 불참                                          | 불참                                          | 불참                                          |                                               |                                               |
| 1974년 | 불참                                          | 불참                                          | 불참                                          | 불참                                          | 불참                                          | 불참                                          | 불참                                          |                                               |                                               |
| 1978년 | 2                                             | 1                                             | 0                                             | 1                                             | 3                                             | 6                                             | 3                                             |                                               |                                               |
| 1982년 | 6                                             | 2                                             | 2                                             | 2                                             | 4                                             | 7                                             | 8                                             |                                               |                                               |
| 1986년 | 기권                                          | 기권                                          | 기권                                          | 기권                                          | 기권                                          | 기권                                          | 기권                                          |                                               |                                               |
| 1990년 | 불참                                          | 불참                                          | 불참                                          | 불참                                          | 불참                                          | 불참                                          | 불참                                          |                                               |                                               |
| 1994년 | 4                                             | 2                                             | 1                                             | 1                                             | 3                                             | 2                                             | 7                                             |                                               |                                               |
| 1998년 | 불참                                          | 불참                                          | 불참                                          | 불참                                          | 불참                                          | 불참                                          | 불참                                          |                                               |                                               |
| 2002년 | 불참                                          | 불참                                          | 불참                                          | 불참                                          | 불참                                          | 불참                                          | 불참                                          |                                               |                                               |
| 2006년 | 2                                             | 0                                             | 0                                             | 2                                             | 0                                             | 7                                             | 0                                             |                                               |                                               |
| 2010년 | 6                                             | 1                                             | 0                                             | 5                                             | 5                                             | 11                                            | 3                                             |                                               |                                               |
| 2014년 | 6                                             | 1                                             | 1                                             | 4                                             | 6                                             | 12                                            | 4                                             |                                               |                                               |
| 2018년 | 4                                             | 2                                             | 1                                             | 1                                             | 6                                             | 3                                             | 7                                             |                                               |                                               |
| 합계   | 30                                            | 9                                             | 5                                             | 16                                            | 27                                            | 48                                            | 32                                            |                                               |                                               |
| 순위   | 월드컵 예선 승점 순위 : 146위 (아프리카 35위) | 월드컵 예선 승점 순위 : 146위 (아프리카 35위) | 월드컵 예선 승점 순위 : 146위 (아프리카 35위) | 월드컵 예선 승점 순위 : 146위 (아프리카 35위) | 월드컵 예선 승점 순위 : 146위 (아프리카 35위) | 월드컵 예선 승점 순위 : 146위 (아프리카 35위) | 월드컵 예선 승점 순위 : 146위 (아프리카 35위) | 월드컵 예선 승점 순위 : 146위 (아프리카 35위) | 월드컵 예선 승점 순위 : 146위 (아프리카 35위) |

## 아프리카 네이션스컵(본선)
| 아프리카 네이션스컵 본선 기록 | 아프리카 네이션스컵 본선 기록        | 아프리카 네이션스컵 본선 기록        | 아프리카 네이션스컵 본선 기록        | 아프리카 네이션스컵 본선 기록        | 아프리카 네이션스컵 본선 기록        | 아프리카 네이션스컵 본선 기록        | 아프리카 네이션스컵 본선 기록        | 아프리카 네이션스컵 본선 기록        | 아프리카 네이션스컵 본선 기록        |
| 년도                          | 결과                                 | 순위                                 | 경기                                 | 승                                   | 무                                   | 패                                   | 득점                                 | 실점                                 | 승점                                 |
| ----------------------------- | ------------------------------------ | ------------------------------------ | ------------------------------------ | ------------------------------------ | ------------------------------------ | ------------------------------------ | ------------------------------------ | ------------------------------------ | ------------------------------------ |
| 1957년                        | 독립 이전                            | 독립 이전                            | 독립 이전                            | 독립 이전                            | 독립 이전                            | 독립 이전                            | 독립 이전                            | 독립 이전                            | 독립 이전                            |
| 1959년                        | 독립 이전                            | 독립 이전                            | 독립 이전                            | 독립 이전                            | 독립 이전                            | 독립 이전                            | 독립 이전                            | 독립 이전                            | 독립 이전                            |
| 1962년                        | 비회원국                             | 비회원국                             | 비회원국                             | 비회원국                             | 비회원국                             | 비회원국                             | 비회원국                             | 비회원국                             | 비회원국                             |
| 1963년                        | 비회원국                             | 비회원국                             | 비회원국                             | 비회원국                             | 비회원국                             | 비회원국                             | 비회원국                             | 비회원국                             | 비회원국                             |
| 1965년                        | 비회원국                             | 비회원국                             | 비회원국                             | 비회원국                             | 비회원국                             | 비회원국                             | 비회원국                             | 비회원국                             | 비회원국                             |
| 1968년                        | 비회원국                             | 비회원국                             | 비회원국                             | 비회원국                             | 비회원국                             | 비회원국                             | 비회원국                             | 비회원국                             | 비회원국                             |
| 1970년                        | 예선 탈락                            | 예선 탈락                            | 예선 탈락                            | 예선 탈락                            | 예선 탈락                            | 예선 탈락                            | 예선 탈락                            | 예선 탈락                            | 예선 탈락                            |
| 1972년                        | 예선 탈락                            | 예선 탈락                            | 예선 탈락                            | 예선 탈락                            | 예선 탈락                            | 예선 탈락                            | 예선 탈락                            | 예선 탈락                            | 예선 탈락                            |
| 1974년                        | 기권                                 | 기권                                 | 기권                                 | 기권                                 | 기권                                 | 기권                                 | 기권                                 | 기권                                 | 기권                                 |
| 1976년                        | 예선 탈락                            | 예선 탈락                            | 예선 탈락                            | 예선 탈락                            | 예선 탈락                            | 예선 탈락                            | 예선 탈락                            | 예선 탈락                            | 예선 탈락                            |
| 1978년                        | 기권                                 | 기권                                 | 기권                                 | 기권                                 | 기권                                 | 기권                                 | 기권                                 | 기권                                 | 기권                                 |
| 1980년                        | 기권                                 | 기권                                 | 기권                                 | 기권                                 | 기권                                 | 기권                                 | 기권                                 | 기권                                 | 기권                                 |
| 1982년                        | 불참                                 | 불참                                 | 불참                                 | 불참                                 | 불참                                 | 불참                                 | 불참                                 | 불참                                 | 불참                                 |
| 1984년                        | 예선 탈락                            | 예선 탈락                            | 예선 탈락                            | 예선 탈락                            | 예선 탈락                            | 예선 탈락                            | 예선 탈락                            | 예선 탈락                            | 예선 탈락                            |
| 1986년                        | 불참                                 | 불참                                 | 불참                                 | 불참                                 | 불참                                 | 불참                                 | 불참                                 | 불참                                 | 불참                                 |
| 1988년                        | 불참                                 | 불참                                 | 불참                                 | 불참                                 | 불참                                 | 불참                                 | 불참                                 | 불참                                 | 불참                                 |
| 1990년                        | 불참                                 | 불참                                 | 불참                                 | 불참                                 | 불참                                 | 불참                                 | 불참                                 | 불참                                 | 불참                                 |
| 1992년                        | 예선 탈락                            | 예선 탈락                            | 예선 탈락                            | 예선 탈락                            | 예선 탈락                            | 예선 탈락                            | 예선 탈락                            | 예선 탈락                            | 예선 탈락                            |
| 1994년                        | 예선 탈락                            | 예선 탈락                            | 예선 탈락                            | 예선 탈락                            | 예선 탈락                            | 예선 탈락                            | 예선 탈락                            | 예선 탈락                            | 예선 탈락                            |
| 1996년                        | 예선 도중 기권                       | 예선 도중 기권                       | 예선 도중 기권                       | 예선 도중 기권                       | 예선 도중 기권                       | 예선 도중 기권                       | 예선 도중 기권                       | 예선 도중 기권                       | 예선 도중 기권                       |
| 1998년                        | 실격                                 | 실격                                 | 실격                                 | 실격                                 | 실격                                 | 실격                                 | 실격                                 | 실격                                 | 실격                                 |
| 2000년                        | 예선 탈락                            | 예선 탈락                            | 예선 탈락                            | 예선 탈락                            | 예선 탈락                            | 예선 탈락                            | 예선 탈락                            | 예선 탈락                            | 예선 탈락                            |
| 2002년                        | 예선 탈락                            | 예선 탈락                            | 예선 탈락                            | 예선 탈락                            | 예선 탈락                            | 예선 탈락                            | 예선 탈락                            | 예선 탈락                            | 예선 탈락                            |
| 2004년                        | 예선 탈락                            | 예선 탈락                            | 예선 탈락                            | 예선 탈락                            | 예선 탈락                            | 예선 탈락                            | 예선 탈락                            | 예선 탈락                            | 예선 탈락                            |
| 2006년                        | 예선 탈락                            | 예선 탈락                            | 예선 탈락                            | 예선 탈락                            | 예선 탈락                            | 예선 탈락                            | 예선 탈락                            | 예선 탈락                            | 예선 탈락                            |
| 2008년                        | 예선 탈락                            | 예선 탈락                            | 예선 탈락                            | 예선 탈락                            | 예선 탈락                            | 예선 탈락                            | 예선 탈락                            | 예선 탈락                            | 예선 탈락                            |
| 2010년                        | 예선 탈락                            | 예선 탈락                            | 예선 탈락                            | 예선 탈락                            | 예선 탈락                            | 예선 탈락                            | 예선 탈락                            | 예선 탈락                            | 예선 탈락                            |
| 2012년                        | 조별리그                             | 15위                                 | 3                                    | 0                                    | 0                                    | 3                                    | 1                                    | 5                                    | 0                                    |
| 2013년                        | 조별리그                             | 15위                                 | 3                                    | 0                                    | 1                                    | 2                                    | 0                                    | 4                                    | 1                                    |
| 2015년                        | 예선 탈락                            | 예선 탈락                            | 예선 탈락                            | 예선 탈락                            | 예선 탈락                            | 예선 탈락                            | 예선 탈락                            | 예선 탈락                            | 예선 탈락                            |
| 2017년                        | 예선 탈락                            | 예선 탈락                            | 예선 탈락                            | 예선 탈락                            | 예선 탈락                            | 예선 탈락                            | 예선 탈락                            | 예선 탈락                            | 예선 탈락                            |
| 2019년                        | 예선 탈락                            | 예선 탈락                            | 예선 탈락                            | 예선 탈락                            | 예선 탈락                            | 예선 탈락                            | 예선 탈락                            | 예선 탈락                            | 예선 탈락                            |
| 2021년                        | 예선 탈락                            | 예선 탈락                            | 예선 탈락                            | 예선 탈락                            | 예선 탈락                            | 예선 탈락                            | 예선 탈락                            | 예선 탈락                            | 예선 탈락                            |
| 총계                          | 2회 진출(2/31)                       | 조별리그(2회)                        | 6                                    | 0                                    | 1                                    | 5                                    | 1                                    | 9                                    | 1                                    |
| 순위                          | 아프리카 네이션스컵 역대 순위 : 36위 | 아프리카 네이션스컵 역대 순위 : 36위 | 아프리카 네이션스컵 역대 순위 : 36위 | 아프리카 네이션스컵 역대 순위 : 36위 | 아프리카 네이션스컵 역대 순위 : 36위 | 아프리카 네이션스컵 역대 순위 : 36위 | 아프리카 네이션스컵 역대 순위 : 36위 | 아프리카 네이션스컵 역대 순위 : 36위 | 아프리카 네이션스컵 역대 순위 : 36위 |

### 아프리카 네이션스컵(예선)
| 아프리카 네이션스컵 예선 기록 | 아프리카 네이션스컵 예선 기록 | 아프리카 네이션스컵 예선 기록 | 아프리카 네이션스컵 예선 기록 | 아프리카 네이션스컵 예선 기록 | 아프리카 네이션스컵 예선 기록 | 아프리카 네이션스컵 예선 기록 | 아프리카 네이션스컵 예선 기록 |
| 년도                          | 경기                          | 승                            | 무*                           | 패                            | 득점                          | 실점                          | 승점                          |
| ----------------------------- | ----------------------------- | ----------------------------- | ----------------------------- | ----------------------------- | ----------------------------- | ----------------------------- | ----------------------------- |
| 1957년                        | 독립 이전                     | 독립 이전                     | 독립 이전                     | 독립 이전                     | 독립 이전                     | 독립 이전                     | 독립 이전                     |
| 1959년                        | 독립 이전                     | 독립 이전                     | 독립 이전                     | 독립 이전                     | 독립 이전                     | 독립 이전                     | 독립 이전                     |
| 1962년                        | 비회원국                      | 비회원국                      | 비회원국                      | 비회원국                      | 비회원국                      | 비회원국                      | 비회원국                      |
| 1963년                        | 비회원국                      | 비회원국                      | 비회원국                      | 비회원국                      | 비회원국                      | 비회원국                      | 비회원국                      |
| 1965년                        | 비회원국                      | 비회원국                      | 비회원국                      | 비회원국                      | 비회원국                      | 비회원국                      | 비회원국                      |
| 1968년                        | 비회원국                      | 비회원국                      | 비회원국                      | 비회원국                      | 비회원국                      | 비회원국                      | 비회원국                      |
| 1970년                        | 2                             | 0                             | 0                             | 2                             | 2                             | 15                            | 0                             |
| 1972년                        | 2                             | 0                             | 0                             | 2                             | 1                             | 4                             | 0                             |
| 1974년                        | 기권                          | 기권                          | 기권                          | 기권                          | 기권                          | 기권                          | 기권                          |
| 1976년                        | 2                             | 0                             | 0                             | 2                             | 2                             | 7                             | 0                             |
| 1978년                        | 기권                          | 기권                          | 기권                          | 기권                          | 기권                          | 기권                          | 기권                          |
| 1980년                        | 기권                          | 기권                          | 기권                          | 기권                          | 기권                          | 기권                          | 기권                          |
| 1982년                        | 불참                          | 불참                          | 불참                          | 불참                          | 불참                          | 불참                          | 불참                          |
| 1984년                        | 2                             | 0                             | 1                             | 1                             | 0                             | 1                             | 1                             |
| 1986년                        | 불참                          | 불참                          | 불참                          | 불참                          | 불참                          | 불참                          | 불참                          |
| 1988년                        | 불참                          | 불참                          | 불참                          | 불참                          | 불참                          | 불참                          | 불참                          |
| 1990년                        | 불참                          | 불참                          | 불참                          | 불참                          | 불참                          | 불참                          | 불참                          |
| 1992년                        | 6                             | 3                             | 0                             | 3                             | 9                             | 5                             | 9                             |
| 1994년                        | 6                             | 2                             | 1                             | 3                             | 7                             | 10                            | 7                             |
| 1996년                        | 5                             | 1                             | 1                             | 3                             | 7                             | 14                            | 4                             |
| 1998년                        | 실격                          | 실격                          | 실격                          | 실격                          | 실격                          | 실격                          | 실격                          |
| 2000년                        | 2                             | 1                             | 0                             | 1                             | 2                             | 3                             | 3                             |
| 2002년                        | 2                             | 0                             | 0                             | 2                             | 0                             | 7                             | 0                             |
| 2004년                        | 6                             | 3                             | 0                             | 3                             | 5                             | 6                             | 9                             |
| 2006년                        | 2                             | 0                             | 0                             | 2                             | 0                             | 7                             | 0                             |
| 2008년                        | 6                             | 1                             | 1                             | 4                             | 5                             | 11                            | 4                             |
| 2010년                        | 6                             | 1                             | 0                             | 5                             | 5                             | 11                            | 3                             |
| 2012년                        | 6                             | 3                             | 0                             | 3                             | 6                             | 8                             | 9                             |
| 2013년                        | 2                             | 1                             | 0                             | 1                             | 2                             | 1                             | 3                             |
| 2015년                        | 6                             | 0                             | 3                             | 3                             | 4                             | 11                            | 3                             |
| 2017년                        | 6                             | 2                             | 0                             | 4                             | 5                             | 8                             | 6                             |
| 2019년                        | 6                             | 1                             | 2                             | 3                             | 4                             | 11                            | 5                             |
| 2021년                        | 6                             | 1                             | 1                             | 4                             | 3                             | 13                            | 4                             |
| 합계                          | 81                            | 20                            | 21                            | 51                            | 69                            | 153                           | 70                            |

## 주요 선수
- 카살리 다우다
- 무사 마주
- 빅토리앙 아데바요르
- 카밀루 다우다
- 알리 모하메드
- 마하마네 시셰
- 쿠루마 파투쿠마
- 아마두 무타리
- 유수프 우마루